# La Brouck
La Brouck is een wijk in de Belgische gemeente Trooz, die zich bevindt op de linkeroever van de Vesder, tussen Prayon en Chaudfontaine.
La Brouck is gegroeid door de metallurgische industrie die zich hier in het dal van de Vesder bevindt.
In het zuiden bevinden zich hellingbossen, waaronder het Bois des Dames. In het noorden liggen de door de zinksmelters van Prayon beïnvloede graslanden.

## Bezienswaardigheden
- De Sint-Theresiakerk

## Nabijgelegen kernen
Chaudfontaine, Prayon